# Le Lutin (téléfilm)
Pour les articles homonymes, voir Le Lutin.
Le Lutin (The Luck of the Irish) est un téléfilm américain de la collection des Disney Channel Original Movie réalisé par Paul Hoen et diffusé pour la première fois le 9 mars 2001 sur Disney Channel USA.

## Synopsis
La vie roule pour Kyle Johnson : son équipe de basket est en finale, toutes les filles sont folles de lui et sa chance ne le quitte jamais, au point même de trouver régulièrement un billet par terre !
Aussi, quand, un jour, son bijoux porte-bonheur lui est dérobé, la situation se corse sérieusement. Non seulement, il perd sa veine légendaire, mais découvre également qu'il est, en fait, le descendant d'une famille de lutins irlandais dont la magie se dissimulait dans son médaillon. Sans ce dernier, toute sa famille perd, peu à peu, ses pouvoirs, à commencer par son apparence humaine...

## Distribution
- Ryan Merriman - Kyle Johnson
- Henry Gibson - Reilly O'Reilly
- Alexis Lopez  - Bonnie Lopez
- Marita Geraghty - Kate O'Reilly Johnson/Kate Smith
- Timothy Omundson - Seamus McTiernan
- Charles Halford - McDermot